# Tortownica

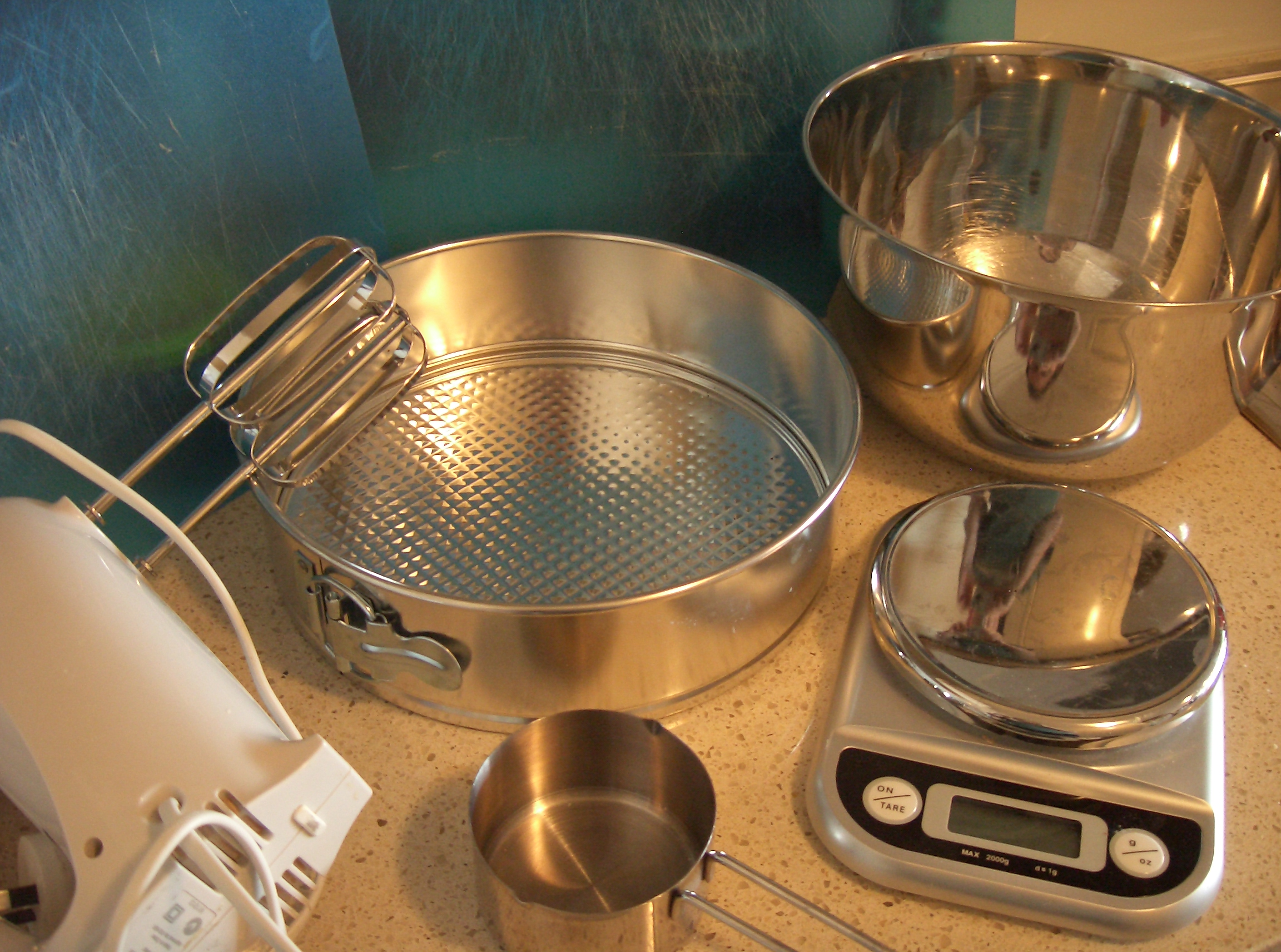
Tortownica widoczna w środku zdjęcia

Tortownica – rodzaj formy do pieczenia ciast.
Tortownica jest formą okrągłą z ruchomą, oddzielną obręczą, na której umieszczony jest zacisk. Służy do pieczenia ciast, których nie odwraca się po upieczeniu, głównie tortów.